# John Wieners
John Wieners (* 6. Januar 1934, in Milton, Massachusetts; † 1. März 2002 in Boston, Massachusetts) war ein US-amerikanischer Lyriker. Seine Dichtung benutzt Themen der Beats und der Drogensüchtigen.

## Leben
Wieners wuchs in Massachusetts auf, er besuchte die Grundschule St. Gregory in Dorchester und die Boston College High School. Er studierte von 1950 bis 1954 am Boston College, mit dem Bachelor-Abschluss (A. B.). Er lernte Charles Olson kennen, ging ans Black Mountain College und studierte 1955/56 bei Charles Olson and Robert Duncan. Er arbeitete danach als Schauspieler and Regisseur am The Poet’s Theater in Cambridge und gab eine literarische Zeitschrift, Measure, heraus, die es auf drei Ausgaben brachte.
Wieners zog 1958 nach San Francisco und nahm an der San Francisco Poetry Renaissance teil. Sein erster Gedichtband The Hotel Wentley Poems erschien 1958 und machte ihn bekannt. Wieners kehrte 1960 nach Boston zurück. Er wurde in eine Klinik eingewiesen, 1961 ging er nach New York City, wo er bei Eighth Street Books arbeitete (1962/63) und mit Herbert Huncke auf der Lower East Side wohnte. 1963 zog er wieder nach Boston, wo er für das Kaufhaus Jordan Marsh arbeitete. Sein zweites Buch, Ace of Pentacles, erschien 1964. 1965 nahm er mit Olson am Spoleto Festival und an der Berkeley Poetry Conference teil und immatrikulierte sich für ein Postgraduiertenstudium an der New Yorker Staatsuniversität in Buffalo.
Wieners war Olsons Assistent und dann bis 1967 bestallter Dozent für Poetik. Der Gedichtband Pressed Wafer erschien. Im Frühjahr 1969 wurde Wieners erneut eingewiesen, seine Asylum Poems erschienen im selben Jahr.
Anfang der 1970er Jahre engagierte sich Wieners politisch, pazifistisch und in der Homosexuellen Bewegung. Er zog in ein Apartment am Beacon Hill, in die Joy Street 44, wo er bis zu seinem Tod wohnte.
1975 erschien das umfassende Buch Behind the State Capitol or Cincinnati Pike, aus Prosacollagen, Gedichten und Aphorismen. In den nächsten zehn Jahren veröffentlichte er sehr wenig. Wieners zog sich aus der Öffentlichkeit zurück. 1986 erschien eine umfangreiche Sammlung seiner Gedichte bei Black Sparrow Press, 1988 der Band Cultural Affairs in Boston, acht Jahre später ein altes Tagebuch unter dem Titel The Journal of John Wieners is to be called 707 Scott Street for Billie Holliday 1959, das sein Leben in San Francisco Ende der 1950er Jahre festgehalten hat.
1999 fand eine der letzten Lesung Wieners statt, mit Michael McClure anlässlich der Ausstellung des bekannten italienischen neo-expressionisischen Malers Francesco Clemente im Guggenheim Museum.
Wieners starb am 11. März 2002 in einem Bostoner Krankenhaus, er war einige Tage vorher nach einem Besuch bei seinem Verleger und Freund Charley Shively zusammengebrochen. Die Gedicht- und Tagebuch Sammlung Kidnap Notes Next erschien posthum. A Book of Prophecies, 2007 veröffentlicht, war wieder ein altes Tagebuch Wieners, das der Dichter Michel Carr im Archiv der Kent State University entdeckt hatte. Das Manuskript von 1971 begann mit dem Gedicht 2007.
Der Boston Globe und der britische Independent veröffentlichten Nachrufe.

## Werke (Auswahl)
- The Hotel Wentley Poems, Auerhan Press, San Francisco, 1958.
- Ace of Pentacles, James F. Carr, Robert A. Wilson, New York, 1964. Carr und Wilson waren Buchhändler.
- The Hotel Wentley Poems, Dave Haslewood, San Francisco, 1965. Die Gedichte in ihrer ursprünglichen Fassung (?)
- Pressed Wafer, 1967.
- Asylum Poems, Angel Hair, 1969.
- Nerves, 1970. Sammelt Arbeiten von 1966 bis 1970.
- Selected Poems, Jonathan Cape, London, 1972.
- Behind the State Capitol; or Cincinnati Pike, The Good Gay Poets, 1975.
- Selected Poems: 1958–1984, herausgegeben von Raymond Foye, Black Sparrow Press, Santa Rosa, 1986.
- Cultural Affairs in Boston; Poetry and Prose, 1956–1985, herausgegeben von Raymond Foye, Black Sparrow Press, Santa Rosa, 1988.
- (The Journal of John Wieners to be called) 707 Scott Street for Billie Holliday 1959, Sun & Moon Press, 1996.
- Broken Woman: 21 Pastels and 12 Poems, mit Bildern von Francesco Clemente, Black Sparrow, 1999.
- Kidnap Notes Next, herausgegeben von Jim Dunn, 2002.
- A Book of Prophecies, Bootstrap Press, Lowell, Mass., 2007. ISBN 978-0-9779975-4-1
- Die Hotel Wentley Gedichte, Stadtlichter Presse, Wenzendorf, 2012. Zweisprachig, aus dem Amerikanischen von Judith Pouget. ISBN 978-3-936271-59-1
- Schmutz unter meinen Nägeln, Stadtlichter Presse, Wenzendorf, 2014. Zweisprachig, aus dem Amerikanischen, mit Vor- und Nachwort, von Judith Pouget. ISBN 978-3-936271-73-7